# بلدة أمهيرست (مقاطعة لورين)
بلدة أمهيرست هي واحدة من ثمانية عشر بلدة في مقاطعة لورين، أوهايو، الولايات المتحدة. اعتبارًا من تعداد عام 2010، كان عدد السكان 6844.

## الاسم والتاريخ
- إنها البلدة الوحيدة المسماة على مستوى الولاية «أمهيرست».
- أُنشئت بلدة أمهيرست كبلدة مستقلة قضائيًا في عام 1830، وسميت باسم أمهيرست، نيو هامبشاير.[4]

## روابط خارجية
- الموقع الرسمي
- موقع المقاطعة